# Manfred von Richthofen
Manfred Albrecht Freiherr von Richthofen (Breslau, Šlezija (danas Wrocław, Poljska), 2. svibnja 1892. - kod Vaux-sur-Somme 21. travnja 1918.), njemački pilot lovačkih aviona u Prvom svjetskom ratu.

## Rani život
Richthofen je rođen u Breslauu, Šleska, u njemačkoj plemićkoj obitelji. S devet godina seli se s obitelji u Švicarsku. U mladosti je volio lov i jahanje konja. 1911. priključuje se vojnoj konjičkoj jedinici ruskog cara Aleksandra III. Početkom Prvog svjetskog rata Richthofen služi u konjičkoj jedinici i na zapadnoj i na istočnoj fronti. Tijekom rata, zbog neefikasnosti, konjičke se jedinice raspuštaju i Richthofen je prvo premješten u jedinice za opskrbu, a 1915. prelazi u njemačko zrakoplovstvo (njem. Luftstreitkräfte).

## Pilot njemačkog zrakoplovstva
Richthofen je imao najveći broj pobjeda u zračnim borbama koje je tijekom Prvog svjetskog rata postigao jedan pilot, ukupno 80. Nadimak "Crveni barun" pod kojim je ušao u povijest dobio je u vrijeme dok je letio na potpuno crveno obojanom Albatros D.III, a "barun" potiče od nakon rata objavljene knjige u kojoj je njemačka titula "Freiherr" bila slobodno prevedena s "barun". Tijekom rata, njemački protivnici su ga zvali "Le Diable Rouge", što bi značilo "Crveni vrag". Njegova autobiografija imala je naslov "Crveni borbeni pilot".  Poginuo je leteći na avionu Fokker Dr.I. Do danas nisu rasvijetljene činjenice da li je poginuo u zračnoj borbi s kanadskim pilotom Arthur "Roy" Brownom ili zasluge za njegovo rušenje trebaju pripasti australskim vojnicima s tla. Pogođen je samo jednim metkom.
Pokopan je uz najviše vojne počasti.

## Vanjske poveznice

### Ostali projekti
|  | Zajednički poslužitelj ima stranicu o temi Manfred von Richthofen    |
|  | Zajednički poslužitelj ima još gradiva o temi Manfred von Richthofen |